# Eduardo Corazzini

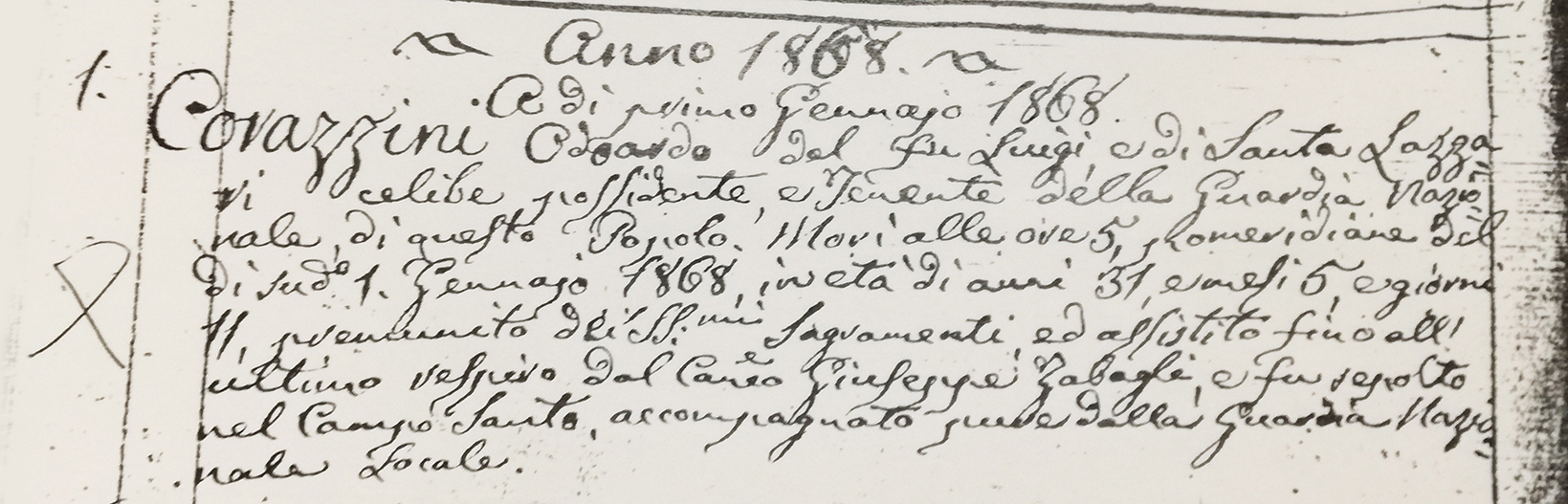
Certificato di morte di Eduardo Corazzini

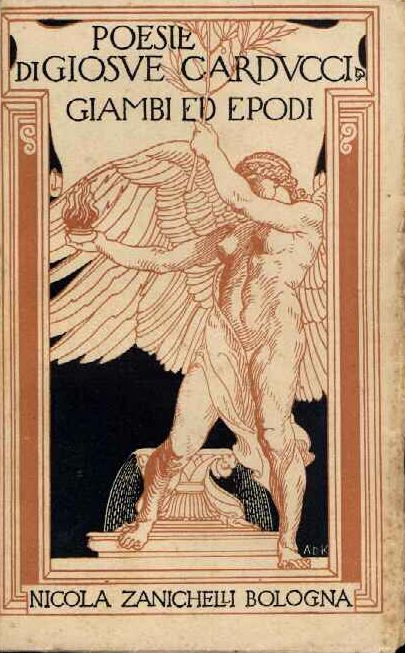
Giosuè Carducci, Giambi ed Epodi

Eduardo Corazzini, o Odoardo (Pieve Santo Stefano, 21 agosto 1836 – Pieve Santo Stefano, 1º gennaio 1868), è stato un patriota italiano.

## Biografia
Nasce a Bulciano, frazione di Pieve Santo Stefano, il 21 agosto del 1836, da Luigi Corazzini e Santa Lazzeri. I Corazzini sono un nobile famiglia bulcianese, possidente, repubblicana e contro la posizione rappresentata dal Vaticano in Italia. È fratello di Francesco (2 agosto 1832), Antonio (1º aprile 1842) e Giuseppe (29 marzo 1845).
Nel 1859 partecipa alla seconda guerra d’indipendenza e nel 1860 alla campagna delle Marche e dell’Umbria.
Il poeta Giosuè Carducci, amico della famiglia Corazzini, ne è ospite a Bulciano nell’estate del ’67, in una villeggiatura che gli ispira l’ode “Agli amici della valle Tiberina”.
Nell’autunno del 1867 Eduardo, tenente della Guardia Nazionale, è tra i volontari garibaldini che partecipano alla Campagna dell'Agro romano per la liberazione di Roma, che naufraga nella sconfitta della Battaglia di Mentana contro le truppe pontificie, coadiuvate da quelle francesi di Napoleone III. Nella battaglia di Monterotondo, il 25 ottobre 1867, viene ferito all'avambraccio sinistro. Anche dopo la sconfitta dei garibaldini a Mentana il successivo 3 novembre rimane a Monterotondo almeno fino al 12 novembre. L'8 novembre ha ancora la forza fisica e morale di scrivere al suo amico Giosuè Carducci non parlandogli delle sue disgrazie, ma sollecitando premure per il fratello maggiore Francesco.  Trasportato prima all'Ospedale di Arezzo poi nella sua casa di famiglia a Pieve Santo Stefano in via Michelangelo (oggi via Roma) muore per setticemia,  dopo due mesi di sofferenze, il primo gennaio 1868 alle ore 17,00.
Nello stesso mese di gennaio (12-17 gennaio 1868) Giosuè Carducci compone il celebre epodo “Per Eduardo Corazzini” (Giambi ed Epodi), in cui, furoreggiando con slancio epico e polemico contro i francesi traditori degli ideali libertari della rivoluzione e il “fosco” e “sanguinante” papato, celebra in accorato raccoglimento elegiaco il Corazzini, eroe risorgimentale carducciano assurto a simbolo della migliore gioventù italica.